# Open Mathematics
A Central European Journal of Mathematics egy kéthavonta megjelenő, a matematika valamennyi területét lefedő, lektorált tudományos folyóirat. A 2003-ban alapított folyóirat a Versita kiadó, valamint a Springer-Verlag GmbH közös gondozásában jelenik meg.

## Kivonatolás és indexelés
A folyóiratot kivonatolja és indexeli a Science Citation Index Expanded, a Current Contents/Physical, Chemical & Earth Sciences (CC/PC&ES), a Mathematical Reviews, a Zentralblatt MATH, valamint a Scopus.

## Főszerkesztő
- Andrzej Białynicki-Birula (Varsói Egyetem, Lengyelország) (2003–2004)
- Grigory Margulis (Yale Egyetem, Amerikai Egyesült Államok) (2004–2009)
- Fedor Bogomolov (Courant Institute of Mathematical Sciences, Amerikai Egyesült Államok) (2009–?)
- Ugo Gianazza (University of Pavia, Olaszország) és Vincenzo Vespri (University of Florence, Olaszország) (?–)

## Külső hivatkozások
- A folyóirat honlapja[halott link]
- A folyóirat honlapja a Springer kiadónál
- Online elérés